# Shamboyacu (distrito)
Shamboyacu é um distrito do Peru, departamento de San Martín, localizada na província de Picota.

## Transporte
O distrito de Shamboyacu é servido pela seguinte rodovia:
- SM-107, que liga o distrito à cidade de Picota[1][2][3]